# Kroatië op de Europese kampioenschappen atletiek 2010
Kroatië werd vertegenwoordigd door twaalf atleten op de Europese kampioenschappen atletiek 2010.

## Deelnemers
| Onderdeel      | Mannen                                  | Vrouwen                    |
| -------------- | --------------------------------------- | -------------------------- |
| 100 m          | Dario Horvat                            |                            |
| 110 m horden   | Jurica Grabušić                         |                            |
| 400 m horden   |                                         | Nikolina Horvat            |
| Hoogspringen   |                                         | Blanka Vlašić Ana Šimić    |
| Kogelstoten    | Nedžad Mulabegović                      |                            |
| Discuswerpen   | Martin Marić Roland Varga Marin Premeru | Sandra Perković Vera Begić |
| Hamerslingeren | Andras Haklits                          |                            |

## Resultaten

### 110m horden mannen
- Jurica Grabušić
  - Reeksen: 13de in 13,69 (q)
  - Halve finale: opgave

### 400m horden vrouwen
- Nikolina Horvat: 
  - Ronde 1: 56.64 (SB) (NQ)

### Hamerslingeren mannen
- Andras Haklits
  - Kwalificatie: 70,84 m (NQ)

### Discuswerpen

#### Mannen
- Martin Marić
  - Kwalificatie: 11de met 62,27m (q)
  - Finale: 10de met 62,53m
- Roland Varga
  - Kwalificatie: 14de met 61,55m (NQ)
- Marin Premeru
  - Kwalificatie: 30ste met 58,03m (NQ)

#### Vrouwen
- Sandra Perković
  - Kwalificatie: 57,70m (q)
  - Finale:  64,67m
- Vera Begic
  - Kwalificatie: 55,04m (NQ)

### Hoogspringen vrouwen
- Blanka Vlašić
  - Kwalificatie: 1,92m (Q)
  - Finale:  in 2,03m (EL, =CR)
- Ana Šimić
  - Kwalificatie: 1,83m (NQ)

### Kogelstoten mannen
- Nedžad Mulabegović
  - Kwalificatie: 7de met 20,01m (Q)
  - Finale: 6de met 20,56m (PB)

Albanië · Andorra · Armenië · Azerbeidzjan · België · Bosnië en Herzegovina · Bulgarije · Cyprus · Denemarken · Duitsland · Estland · Finland · Frankrijk · Georgië · Gibraltar · Griekenland · Groot-Brittannië · Hongarije · Ierland · IJsland · Israël · Italië · Kroatië · Letland · Liechtenstein · Litouwen · Luxemburg · Macedonië · Malta · Moldavië · Monaco · Montenegro · Nederland · Noorwegen · Oekraïne · Oostenrijk · Polen · Portugal · Roemenië · Rusland · San Marino · Servië · Slovenië · Slowakije · Spanje · Tsjechië · Turkije · Wit-Rusland · Zweden · Zwitserland